# Biến thể tự do
Biến thể tự do, trong ngôn ngữ học, là hiện tượng hai (hay hơn) âm có thể thay thế nhau mà không làm đổi nghĩa và không bị người nói coi là sai. Ví dụ, trong tiếng Việt, ⟨ch⟩ có thể được phát âm là [t͡ɕ] hay [c]; tương tự, ⟨kh⟩ có thể được đọc là [x] hay [kʰ], tùy theo thói quen và phương ngữ của mỗi người.